# Heinrich Emmert
Heinrich Emmert (* 8. Januar 1901 in Angerhof bei Feuchtwangen; † 16. Februar 1974 in Nürnberg) war ein deutscher Politiker der CSU. Von 1946 bis 1950 war er Mitglied des Bayerischen Landtags.

## Leben und Beruf
Emmert besuchte die Realschule in Dinkelsbühl und absolvierte in Nürnberg eine kaufmännische Lehre. Dort nahm er an zahlreichen städtischen Fortbildungen teil. Als Werkstudent war er bei der MAN tätig. Schließlich legte er an der Handelshochschule das kaufmännische Diplom ab. Seine kaufmännischen Tätigkeiten führten ihn nach Köln, Berlin, Dresden und Hamburg. Zuletzt war er als Verkaufsdirektor tätig. Zu seinen Interessen zählten Konjunktur- und Marktforschung, Organisationsfragen sowie soziale und volkswirtschaftliche Probleme. 1935 kehrte er nach Bayern zurück. Dort war er zunächst als Generalvertreter und später als Betriebsführer tätig.
1947 wurde Emmert zum Staatskommissar für Prüfung und den Vollzug des Artikels 160 der Bayerischen Verfassung berufen. 

## Politik
Erst der Zusammenbruch Deutschlands nach dem Zweiten Weltkrieg veranlasste Emmert, in die Politik zu gehen. Bei der Landtagswahl 1946 wurde er in den Bayerischen Landtag gewählt, dem er eine Wahlperiode lang bis 1950 angehörte.